# کاتسوسوکه کوزوی
کاتسوسوکه کوزوی (انگلیسی: Kaz Kuzui؛ زادهٔ) تهیه‌کننده تلویزیونی، و تهیه‌کننده فیلم اهل ژاپن است.